# Raúl Bernao

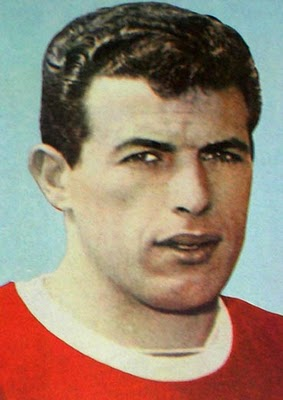
Bernao (vor 1970)

Raúl Emilio Bernao (* 4. November 1941 in Avellaneda; † 26. Dezember 2007) war ein argentinischer Fußballspieler.
Bernao gehörte ab 1961 zur ersten Mannschaft des Club Atlético Independiente. Mit dem Verein aus Avellaneda wurde er 1963 argentinischer Meister; in den beiden folgenden Jahren gewann er mit Independiente jeweils die Copa Libertadores. Weitere Titel folgten 1967 mit dem Gewinn des Campeonato Nacional und 1970 mit dem Sieg im Torneo Metropolitano.
1971 schloss sich Bernao dem kolumbianischen Klub Deportivo Cali an. 1974 kehrte er nach Argentinien zurück, bestritt aber nur noch wenige Partien für Gimnasia y Esgrima de La Plata, ehe er noch im selben Jahr seine Laufbahn beendete.
1967 debütierte Bernao in der argentinischen Nationalmannschaft, für die er bis 1970 15 Einsätze bestritt und vier Tore erzielte.